# التاريخ العسكري للصين قبل عام 1911
يمتد التاريخ العسكري المسجل للصين من نحو 2200 قبل الميلاد حتى اليوم الحاضر. على الرغم من أن الفلسفة الكونفوشية الصينية التقليدية فضلت الحلول السياسية السلمية، وكانت تزدري القوة العسكرية الوحشية، لكن كان للجيش تأثير على معظم الدول الصينية. كان الصينيون روادًا في استخدام الأقواس المستعرضة، والتوحيد المعياري المعدني المتقدم للأسلحة والدروع، وأسلحة البارود الأولى، والأسلحة المتطورة الأخرى، ولكنهم اعتمدوا سلاح الفرسان الجوال أيضًا، والتقنية العسكرية الغربية. استفادت جيوش الصين أيضًا من نظام لوجستي متقدم بالإضافة إلى تقاليد إستراتيجية غنية، مثل أطروحة فن الحرب لسون تزو، التي أثرت بعمق على الفكر العسكري.

## تاريخ التنظيم العسكري
يمتد التاريخ العسكري للصين من 2200 قبل الميلاد حتى اليوم الحاضر. كانت الجيوش الصينية متقدمة وقوية، خاصة بعد حقبة الممالك المتحاربة. كان لهذه الجيوش هدف مزدوج يتمثل في الدفاع عن الصين وشعوبها التابعة ضد المتطفلين الأجانب، وتوسيع أراضي الصين ونفوذها عبر آسيا.

### مرحلة ما قبل الممالك المتحاربة
كانت الجيوش الصينية المبكرة جماعات صغيرة نسبيًا. تتكون من الفلاحين المجندين إجباريًا، وكان الأقنان مرهونين للملك أو السيد الإقطاعي، وكانت هذه الجيوش ضعيفة التجهيز نسبيًا. والقوات العسكرية المنظمة موجودة بموازاة الدولة، لم يبق سوى عدد قليل من السجلات لهذه الجيوش المبكرة. تمحورت هذه الجيوش حول النبلاء راكبي العجلات الحربية، والذين لعبوا دورًا يشابه الفارس الأوروبي، فكانوا القوة القتالية الرئيسية للجيش. كانت الأسلحة البرونزية مثل الرماح والسيوف هي المعدات الرئيسية لكل من المشاة وراكبي العجلات الحربية. لكن هذه الجيوش لم تكن مدربة بشكل جيد وإمداداتها عشوائية، لذا لم تستطع أن تستمر بحملاتها لأكثر من أشهر قليلة، واضطرت في كثير من الأحيان إلى التخلي عن مكاسبها بسبب نقص الإمدادات.
صعدت طبقة المحاربين «الشي» إلى السلطة عبر سيطرتهم على التقنية الجديدة لتصنيع البرونز. منذ عام 1300 قبل الميلاد، تحولت طبقة الشي من فرسان راجلين إلى رماة عجلات حربية بشكل رئيسي، واستخدموا القوس المركب المنحني في القتال، وسيفًا ذو حدين يعرف باسم جيان، والدروع.
كان لدى طبقة الشي مبدأ مروءة صارم. خلال عصور شانغ وتشو الغربية، كان يُنظر إلى الحرب على أنها قضية أرستقراطية، تكملها البروتوكولات التي يمكن مقارنتها بمروءة الفارس الأوروبي. فلا تهاجم الدول دولًا أخرى أثناء الحداد على حاكمها. ولا تقتل الأسر الحاكمة بالكامل، ليستطيع الأحفاد تكريم أسلافهم. وتعد معركة جيه تشو، 420 قبل الميلاد، مثالًا على هذا المبدأ، وفيها أطلق محارب الشي هوا باو سهمه على محارب شي أخر غونزي تشنغ ولم يصبه، وحين كان على وشك إطلاق سهم أخر، قال غونزي تشنغ إنه ليس من المروءة أن يطلق سمهًا ثانيًا دون السماح له أن يرد سهمه الأول. فأخفض هوا باو قوسه، وقتل عقب ذلك، ومثال أخر في 624 قبل الميلاد، كان هناك محارب شي من مملكة جين ألحق به العار، فقاد مجموعة انتحارية من العجلات الحربية لاستعادة سمعته، وقلب مجريات المعركة. وفي معركة بي، 597 قبل الميلاد، علقت عجلات التوجيه الحربية لمملكة جين في الطين، فتوقفت قوات العدو عن ملاحقتهم وساعدتهم على الخروج من الطين وسمحت لهم بالهرب. وخلال فترة الربيع والخريف (771-479 قبل الميلاد)، نُصح الدوق شيانغ من سونغ بمهاجمة قوات تشو المعادية بينما كانوا يجتازون أحد الأنهار، لكنه رفض وانتظر عبور جيش تشو. وبعد أن خسر شيانغ المعركة ألقى وزراء الحرب اللوم عليه، ولكنه رد أن: «الرجل النبيل لا يتسبب بجرح ثانٍ، ولا يقبض على الكبار في السن. في الحملات، لم يحاصر القدماء العابرين لممر ضيق. على الرغم من أنني لست سوى بقايا دولة مدمرة، فلن أقوم بشن هجوم عندما لا يكون الجانب الآخر قد رتب صفوفه بعد». رد وزيره بالقول: «سيدي لا يعرف المعركة. إذا كان العدو القوي في ممر ضيق أو لم يرتب صفوفه بعد، فإن السماء تساعدنا»، وهذا الرد يدل على أن المروءة بدأت تختفي بحلول فترة الربيع والخريف.
تحت حكم شانغ وتشو، كانت الجيوش قادرة على توسيع أراضي الصين ونفوذها من جزء ضيق من وادي النهر الأصفر إلى سهل شمال الصين بأكمله. وفازت هذه الجيوش المجهزة بأسلحة برونزية وأقواس ودروع على شعب الدانغ هو المستقر في الشرق والجنوب، وهي الجهة الرئيسية للتوسع، ودافعت الجيوش عن الحدود الغربية ضد توغلات شيرونغ الرحل. وبعد انهيار سلالة تشو في عام 771 قبل الميلاد حين استولى الشيرونغ على عاصمتها هاوجينغ، انهارت الصين لتصبح مجموعة كبيرة من الدول الصغيرة، التي كانت تحترب بشكل متكرر مع بعضها البعض. وانتجت هذه المنافسة بين الدول الجيوش المحترفة التي ميزت العصر الإمبراطوري للصين.

#### سلالة شانغ
كانت سلالة شانغ الصينية مهتمة بشكل كبير بالسيطرة والدفاع، وكانت نخبة شانغ طبقة من المحاربين بقيادة المشيخات العشائرية. كانت القيم القتالية والنشاط البدني القوي من ضرورات ثقافة شانغ. ومثل طبقات المحاربين في أماكن أخرى، منح الملك الأرض مقابل النجاح العسكري واستعادها في حالة الفشل. حتى أن الإمبراطور شين أخر أباطرة سلالة شانغ، الذي كان يفترض أنه فاسد، عُرف بقدرته الكبيرة على القتال الجسدي. على عكس الافتراضات السلمية التي كتبها العلماء في وقت لاحق حول سلالة شانغ، رأى الشانغ بوضوح أن الجيش هو الأعلى منزلة وكل الأعمال المدنية تابعة له. تولى ملوك شانغ مرتبة القائد العام، ووزير الدفاع، والقائد الميداني أيضًا، في حين فُوض أفراد العائلة المالكة، وأفراد العشائر النبيلة الأخرى، وكبار المسؤولين قيادة ساحة المعركة.  اعتمد الشانغ على العرافة لاتخاذ قرارات بشأن العمل العسكري، مثل الإغريق القدماء. وكانت طبقة الشي أو الجيش وحدة متميزة، وقد استخدم هذا أيضًا كلقب معتمد لتعيين الجنرالات. وكان لو أو اللواء وحدة قتال مشتركة أيضًا، كما هانغ أو الخط. نُظمت جيوش ساحة المعركة لميسرة وميمنة ومركز. وكان تخصص التعيينات العسكرية واضحًا في عهد أسرة شانغ. قد يكون الشي تشانغ أو قائد الجيوش لقبًا وظيفيًا في فترة لاحقة، حين أصبح التنظيم العسكري رسميًا. وكانت هناك مراكز محددة بوضوح مثل ما (الحصان)، ويا (القائد)، وفو («الجعبة»)، وشي (الرامي)، ووى (الحامي)، وشوان (الكلب)، وشو (حماية الحدود)، مسبوقة بتو (الكثير)، ما يشير إلى مكانة أعلى، ومو «للتخطيط». إن اكتشاف عجلات حربية متعددة في القبور بالإضافة إلى مقابر تتكون بالكامل من الخيول والعجلات الحربية تظهر أن العجلة الحربية كانت تستخدم في المعركة وليس بهدف التنقل المهيب فقط. بدا أن الضباط الخيالة يحوزون تقديرًا خاصًا ولعبوا دورًا قياديًا بارزًا بسبب أهمية الحصان في الحرب. سارعت أسرة تشانغ في ظل حكم وو دينغ إلى تحقيق الهيمنة على الأعداء المهزومين مثل دول كي وشي ويو، بالاعتماد على قوتهم البشرية لتوسيع غزواتهم دون هدر مواردهم الخاصة. واستخدمت تحالفات الزواج لضمان ولاء الدول الخاضعة، التي كانت تحوز مناصبًا عالية في حكومة شانغ أحيانًا. ودُمج محاربو اليي (البرابرة) إلى الجنوب في وحدات شانغ بسبب مهاراتهم في الرماية.
منذ عهد وو دينغ فصاعدًا، ازداد عدد المحاربين الدائمين وأصبح التجنيد الإجباري للشونغرين (العوام) أكثر شيوعًا وأهمية في الجيش مع توسيع حجمه، بعد أن كان لهم دور داعم. مع ذلك، بقي محاربو العشائر أساس الجيش. استخدمت القوارب والعجلات الحربية والعداؤون والخيالة مع دور الضيافة والنزل المتناثرة على نطاق واسع لتشغيل نظام التقارير العسكرية الذي كان فعالًا للغاية في توصيل المعلومات عبر مئات الأميال. وكان هناك نظام من الطبول وربما نيران الإشارة لتنذر بهجمات العدو. وكان التخطيط العسكري متقدمًا مسبقًا، مع تقييم قوة العدو، والخيارات الاستراتيجية، وطرق التقدم والنقل والضرورات اللوجستية. صدرت أوامر بالحملات العسكرية للحصول على خضوع الدول المجاورة، وحملات أخرى لإبادة دول العدو. وطبقت التكتيكات البدائية للحصول على مواقع ملائمة، وتركيز القوى في النقاط الرئيسية وتحقيق المفاجأة عبر الكمين مثلًا أو الاستطلاع. وكان للرماية تقدير كبير وعُين المسؤولون لتدريب الجنود عليها. استنادًا إلى الأدلة الأثرية، كان للأقواس الانعكاسية في تلك الفترة قوة اختراق العظم. وكانت الأسلحة اليدوية الرئيسية هي الخنجر - الفأس وفؤوس الحرب.